# Die Elite
Die Elite (engl. The Elite) ist eine fiktive Gruppe von Antihelden mit Superkräften, welche in Publikationen von DC Comics in dessen Comic-Universum auftritt.

## Geschichte
Die Elite wurde von der Comicreihe The Authority, welche bei WildStorm, einem Label von DC Comics erschien, inspiriert. Zum ersten Mal tauchte die Gruppierung in der Erzählung „Was ist so witzig an Wahrheit, Gerechtigkeit und der amerikanischen Lebensart?“ in Action Comics #775 vom März 2001 auf. Der Comic wurde auf den ersten Platz der Wizard Magazine's Top Ten Comics des Jahrzehnts gewählt. Er wurde von Joe Kelly geschrieben und von Doug Mahnke sowie Lee Bermejo gezeichnet. Die Gruppenmitglieder der Elite erschienen in einer Reihe von Geschichten als Antagonisten und Antihelden, bevor einige von ihnen zur Justice League gingen und später die Justice League Elite bildeten.

## Mitglieder
- Manchester Black, der erste Anführer des Teams. Er stirbt, nachdem er gemerkt hat, dass er auch einer von den Schurken geworden ist, die er bekämpfen wollte.
- Vera Black, die Schwester von Manchester Black und die zweite Anführerin der Elite.
- Coldcast, der fähig ist, den Elektromagnetismus zu manipulieren, wurde schließlich von Superman dahingehend beeinflusst, für das Recht zu kämpfen.
- Menagerie I, wurde in eine Alien-Kinderkrippe geschickt, einer Lobotomie ausgesetzt und liegt nun im Koma.
- Menagerie II, ist mit einer Alien-Waffe verbunden, die sie verrückt gemacht hat. Sie befindet sich in einer Haftanstalt für Metamenschen.
- Hat ist mit einer Tarnkappe bewaffnet und verließ das Team kurz nach Vera Black.
- Bunny ist eine bakterielle Kolonie.

## Arrowverse
Im Arrowverse wird von Manchester Black in der Episode Die Ära der Elite (OT: What’s So Funny About Truth, Justice,
and the American Way?; 4. Staffel der Supergirl-Serie) eine Gruppe mit dem Namen Die Elite gebildet.